# أحمد ناصر الجابري
أحمد ناصر جابر الجابري هو شاعر يمني، وعضو في اتحاد الأدباء والكتاب اليمنيين. ولد عام 1948 في قرية المعر في محافظة أبين. درس الابتدائية في قرية المعر وبو عامر، وأتم دراسته الإعدادية والثانوية في زنجبار عاصمة المحافظة. بدأ حياته العملية مُدرِّسًا في 1970. وله إسهامات أدبية من خلال فرع اتحاد الأدباء والكتاب اليمنيين. صدرت معظم أعماله في الثمانينات.

## أعماله
- الشعر الشعبي في محافظة أبين.
- الشعر الشعبي وجمهورية دثينة.
- لمحة تاريخية عن أبين والسلطنة الفضلية.
- الشعر الشعبي في مواجهة الاستعمار البريطاني.